# Boulevard Mohamed-Khemisti
Le boulevard Mohamed-Khemisti (en arabe : شارع محمد خميستي) est voie d'Alger.

## Situation et accès
Ce boulevard situé dans la commune d'Alger-Centre monte depuis la rampe Tafourah jusqu'à la rue Docteur-Saâdane. Il est traversé en son milieu de trois places et jardins. 
C'est un boulevard a deux voies séparées de 50 mètres par le jardin Khemisti et le jardin de l'horloge florale. Sa partie supérieure est constituée d'escaliers.
Il est accessible par le métro à la station Tafourah-Grande Poste et par les bus de l'ETUSA, lignes 15, 37, 43.

## Origine du nom
Il honore Mohamed Khemisti, qui fut le premier ministre des Affaires étrangères de l'Algérie indépendante, il est mort assassiné le 5 mai 1963.

## Historique
Le boulevard Lafférière a été ouvert en 1900 lors de la destruction des remparts est de la ville au niveau du fort de Bab Azzoun et le prolongement de l'urbanisation en direction du faubourg de l'Agha.
À l'indépendance de l'Algérie, cet axe est renommé « boulevard Mohamed-Khemisti »

## Bâtiments remarquables et lieux de mémoire
- no ? : Grande Poste d'Alger
- no ? : siège du RND
- no ? : hôtel Albert-Ier